# Remy (Oklahoma)
Remy – jednostka osadnicza w Stanach Zjednoczonych, w stanie Oklahoma, w hrabstwie Sequoyah.